# Jan Dungel
Jan Dungel (* 23. března 1951 Kyjov) je český přírodovědec, malíř, grafik, ilustrátor a spisovatel.

## Životopis
Dětství prožil ve Vracově na jižní Moravě. Vystudoval gymnázium v Kyjově.
V letech 1969–1974 studoval biologii na tehdejší Univerzitě Jana Evangelisty Purkyně v Brně.
Působil v Biofyzikálním ústavu Akademie věd, později jako umělec na volné noze.
Několikrát navštívil jihoamerické pralesy (a Austrálii), kde zachycoval živočichy v jejich přirozeném prostředí (viz níže). Pracoval v Bolívii (v letech 2022, 2002, 2006, 2008, 2009, 2018), Brazílii (2002, 2006, 2008, 2009, 2010, 2014, 2016, 2018, 2019), Ekvádoru (1996, 1999, 2010, 2011, 2016), Kolumbii (2013, 2019), Peru (1999, 2016) a Venezuele (1992–2020). V jihoamerických pralesích cestoval také s manželkou Radanou Dungelovou, fotografkou, která přispívá do jeho publikací.
Je členem ČFVU a TT Klubu výtvarných umělců a teoretiků.

## Dílo
- Savci střední Evropy: ilustrovaná encyklopedie. Brno: Jota, 1993. 158 s. ISBN 80-85617-16-1.
- Tam, kde loví jaguár, aneb, Maloval jsem zvířata v pralesích kolem řeky Orinoko. Brno: J. Dungel, 1996. 80 s. ISBN 80-902253-4-9.
- Jak se maluje prales. Praha: Academia, 2006. 240 s. ISBN 80-200-1469-1.
- Po krk v pralese. Praha: Knižní klub, 2009. 176 s. ISBN 978-80-242-2526-5.
- S jaguárem v posteli: v srdci pralesa se štětcem a mačetou. Brno: Barrister & Principal, 2012. 197 s. ISBN 978-80-87474-71-6.
- Džungle uprostřed bažin: atlas zvířat, rostlin a lidí v nejrozsáhlejších mokřadech na Zemi. Brno: Extra Publishing, 2013. 264 s. ISBN 978-80-905643-0-5.
- Jaguár lidi nežere: další příběhy malované mačetou.... Brno: Barrister & Principal, 2017. 178 s. ISBN 978-80-7364-063-7.
- Biologie umění. Praha: Academia, 2020. 269 s. ISBN 978-80-200-3077-1.
- Ptáci - barvy pralesa. [Brno]: Jota, 2022. 357 s. ISBN 978-80-7689-027-5.

Ilustroval publikace K pramenům Orinoka, Chováme se jako zvířata, Atlas ptáků České a Slovenské republiky, Atlas savců České a Slovenské republiky, Atlas ryb, obojživelníků a plazů České a Slovenské republiky, Kniha Konga a mnohé další naučné a populárně-naučné publikace.
Ilustracemi vyzdobil také dětské knihy, např. Čim, Čára a zahrada, Karolínka a její zoo, Kde nejsou lvi, Ledňáčci a jejich kamarádi, Můj park – hrátky pro předškoláky a Všema čtyřma očima či beletrii pro dospělé (Zašlá chuť morušek aj.).
Knihy s jeho ilustracemi vyšly i v zahraničí – Německu, Holandsku, Spojeném království, Francii nebo Polsku.

### Samostatné výstavy (výběr)
- 2019, 1996 Galerie M. Zezuly, Městské divadlo Brno
- 2017 Zámek Křtiny
- 2014 Galerie Ars, Brno
- 2011 Galerie Vaňkovka, Cafe Práh, Brno
- 2009 Galerie Platinium, Brno
- 2005 Galerie U Prstenu, Praha
- 2004 Galerie U Dobrého pastýře, Brno
- 2004 Galerie Chodovská tvrz, Praha
- 1995 Galerie na Vodové (spolu s M. Maurem), Brno
- 1995 Experimentální divadelní centrum, Brno
- 1990 Dům umění, Brno
- 1981 Galerie mladých, Brno

## Ocenění
Kniha Chováme se jako zvířata, kterou napsal Zdeněk Veselovský, byla oceněna titulem „Nejkrásnější kniha roku 1992“. Atlas ptáků České a Slovenské republiky byl v roce 2002 nominován na prestižní cenu Magnesia Litera v kategorii populárně-naučné literatury.

### Film
- Štětcem a mačetou [TV film]. ČR, 2008. Režie. Vladimír Šimek.